# Nicolas Dlamini
Nicolas Dlamini (12 de agosto de 1995) es un ciclista sudafricano.

## Palmarés
2021
- 3.º en el Campeonato de Sudáfrica en Ruta

## Resultados en Grandes Vueltas y Campeonatos del Mundo
| Carrera         | Carrera         | 2016 | 2017 | 2018 | 2019  | 2020 | 2021  | 2022 |
| --------------- | --------------- | ---- | ---- | ---- | ----- | ---- | ----- | ---- |
|                 | Giro de Italia  | —    | —    | —    | —     | —    | —     | —    |
|                 | Tour de Francia | —    | —    | —    | —     | —    | F. c. | —    |
|                 | Vuelta a España | —    | —    | —    | 107.º | Ab.  | —     | —    |
| Mundial en Ruta | Mundial en Ruta | —    | —    | Ab.  | Ab.   | Ab.  | —     | —    |

—: no participa

Ab.: abandono

F. c.: fuera de control

## Equipos
- Dimension Data for Qhubeka (2016-2017)
- Dimension Data/NTT/Qhubeka[1] (2018-2021)
  - Dimension Data (2018-2019)
  - NTT Pro Cycling (2020)
  - Team Qhubeka ASSOS (2021)[2]
  - Team Qhubeka NextHash (2021)
- Team Qhubeka (2022)